# Школьная улица (Королёв)
Шко́льная у́лица — улица в городе Королёве Московской области.

## История
Школьная улица получила своё название в 1967 году. Застройка улицы началась в 1965 году.

## Трасса
Школьная улица начинается от Шоссейной улицы и заканчивается у 5-го Институтского проезда Мытищ.
Общественный транспорт по улице не ходит. Поскольку в микрорайоне Болшево имеется одноимённая улица, с почтовыми отправлениями часто происходит путаница, особенно если не указан индекс:141005.

## Организации
- дом 2: Пожарный гидрант № 0058 (K100, L10)[значимость?]
- дом 4а: Бизнес-центр
- дом 6а кор.2: Пожарный гидрант № 0060 (K100, L10)[значимость?]
- дом 6а кор.3: Строительные материалы «Строй-Комплект»
- дом 6: Пожарный гидрант № 0059 (K100, L6)[значимость?]
- дом 8: Школа № 6